# ジャック・ボワソー

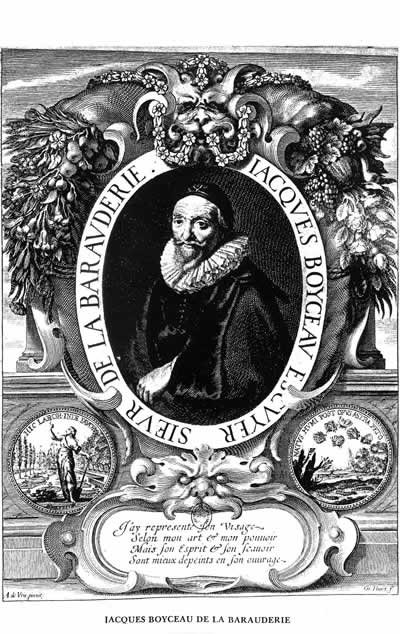
ジャック・ボワソー

ジャック・ボワソー・ラ・バロードリー（Jacques Boyceau、Jacques Boyceau de La Barauderie、1560年サン＝ジャン＝ダンジェリ近郊 - 1635年）は、アンリ4世、王妃マリー・ド・メディシスやルイ13世などの下で王宮庭園の管理を担当した宮廷庭師。特にリュクサンブール宮殿で責任管理者、その後のルーブル美術館やチュイルリーとシャトー・ヌフ・ド・サン・ジェルマンアンレーなど庭の花壇を再描している。

## 人物概要
ジャック・ボワソーはバロードリーの領主でユグノー、ナバラのアンリの側近として仕える。
武将として、軍のキャリアを始める。
その後スチュワード王に仕え、チュイルリー王室に居住。庭園で働く庭師はクロード・モレ、ジャン・ル・ノートルと彼の息子、アンドレ・ル・ノートルら優れているが、彼はフランスルネサンス用の作庭理論書「ガーデニング要諦」という論文を仕上げている。
死後に園芸書として出版され、アンドレ・モレとクロード・モレや若いアンドレ・ル・ノートルも訓練期影響を受けている。この要諦によってオリビエ・デ・セール、ピエールBETINらも注目を受けた。

## ボワソーによってつくられた庭園リスト
- リュクサンブール公園
- パレルーヴルの敷地
- テュイルリー宮殿
- シャトーヌフ・ド・サン・ジェルマンアンレーの庭園
- ベルサイユ宮殿（ルイ13世期）
- リシュリュー城庭園

## 著書
- Traité du jardinage, selon les raisons de la nature et de l'art, en 3 livres, 1638, à Paris, chez Michel Van Lochom, in-folio ( lire en ligne ).
- Traité de jardinage, qui enseigne les ouvrages qu'il faut faire pour avoir un jardin dans sa perfection, avec la manière de faire les pépinières, greffer, enter les arbres, etc ..., 1689, Paris, chez de Sacy
- Instruction pour faire de longues allées de promenades et de bois taillis, 1707, Paris, chez de Sacy